# 지방도 제1006호선
지방도 제1006호선(명석 ~ 차황선)은 경상남도 진주시 명석면 명석삼거리와 산청군 차황면 황산교삼거리를 잇는 경상남도의 지방도이다.
산청군 구간에선 국도 제20호선과 국도 제59호선을 서로 이어주며, 진주시 구간에서는 국도 제3호선이 미처 흡수하지 못하는 명석면 중심과 그 일대를 국도 제3호선과 연계해주는 역할을 하고 있다. 하지만 정작 진주시와 산청군을 이어주는 구간은 존재하지 않는다. 전 구간 왕복 2차로로 이루어져 있으며, 진주시 명석면에서 산청군 신안면에 이르는 구간은 임도 구간이라 통행하기 어렵다.

## 연혁
- 2002년 2월 21일 : 산청군 신안면 청현리 467m 구간 개통[1]
- 2003년 2월 20일 : 노선 폐지 및 재지정[2][3]
- 2009년 10월 15일 : 지방도 노선 조정[4]

## 주요 경유지
- 진주시
  - 명석면 명석삼거리 - 명석교 - 명석초등학교 - 명석면사무소 - 관지리 - 관지교 - 계원교 - 계원리 - 신기교 - 신기리 - 신기마을회관 - (미포장 구간 : 솔기저수지 - 청현(청고개))
- 산청군
  - 신안면 (미포장 구간 : 청현(청고개) - 경상남도축산진흥연구소) - 청현리 - 청현교 - 문대리 - 문대삼거리 - 도산초등학교 - 외고리
  - 신등면 단계초등학교 - 단계리 - 신등면사무소 - 양전리 - 모례리 - 율현리 - 율현교 - 율현저수지
  - 차황면 철수리 - 우사리 - 부리 - 신기리 - 황산교삼거리

## 중복 구간
- 산청군 신안면 청현교 북단 ~ 문대삼거리 : 국도 제20호선과 중복

## 도로명
- 진주시 명석면 명석삼거리 ~ 청현 : 광제산로
- 산청군 신안면 청현 ~ 청현교 북단 : 청현로
- 산청군 신안면 청현교 북단 ~ 문대삼거리 : 지리산대로
- 산청군 신안면 문대삼거리 ~ 차황면 황산교삼거리 : 신차로